# Георгієвськ
Гео́ргієвськ (ос. Гуым, Ґуим; рос. Георгиевск, Ґєорґієвск) — місто в Ставропольському краї Росії

## Відомі особистості
В поселенні народилась:
- Антонова Лариса Іллівна (нар. 1961) — українська художниця-кераміст.
- Давиденко Тетяна Іванівна (нар. 1945) — радянська та українська вчена-хімік.
- Коновалов Микола Леонідович (1884—1947) — російський радянський актор театру і кіно

| Росія | Це незавершена стаття з географії Росії. Ви можете допомогти проєкту, виправивши або дописавши її. |